# Colin Barrett
Colin Barrett (født 3. august 1952 i Stockport, England) er en engelsk tidligere fodboldspiller (back).
Barrett tilbragte størstedelen af sin karriere hos henholdsvis Manchester City og Nottingham Forest. Hos sidstnævnte var han med til at vinde både det engelske mesterskab, Football League Cup samt Mesterholdenes Europa Cup i 1979.

## Titler
Engelsk mesterskab
- 1978 med Nottingham Forest

Football League Cup
- 1978 og 1979 med Nottingham Forest

Mesterholdenes Europa Cup
- 1979 med Nottingham Forest